# エイリアン通り
『エイリアン通り』（エイリアンストリート）は、成田美名子による日本の漫画作品。

## 概要
『LaLa』（白泉社）にて1980年12月号から1984年7月号にかけて連載された。また連載の前後には「予告編」（1980年11月号）、「シャール通信 4」（1984年8月号）「特別編フィリシア」（1984年9月号）「シャール通信5」（1984年12月号）も掲載された。累計発行部数は500万部を記録している。
作者にとっては、初めての長期連載作品であり、「良い意味でも悪い意味でも自分の若さが集約された作品」との位置づけがなされている。また本作は大ヒット作品になり、作者を一躍人気作家の仲間入りさせた。
題名は、舞台がアメリカ、また登場人物が全員在米外国人であることにちなむ（alien―異邦人。但しポリティカル・コレクトネスにより、20世紀後半以降はこの呼称は完全に法律用語となる）。

## あらすじ
舞台は1979年から1982年にかけてのロサンゼルス。謎の美少年シャールの豪邸に、フランスからの留学生ジェラールが転がり込む。シャールの家はイギリス出身の執事、日本出身の少女、アラビア美女、同じくアラビアの美青年などが出入りする不思議な家であったが、やがてジェラールはふとしたきっかけから、謎に包まれたシャールの悲しい出自を知ることになる。

### 各話のあらすじ
本作は8巻全体で一つの物語であると同時に、各巻それぞれが完結した一つのエピソードともなっている。
第1話「真夜中のカーボーイ」（連載は1980年12月号から1981年4月号）
ジャーナリスト志望の大学生、ジェラールは、父親の財力を良いことに学内（カリフォルニア大学ロサンゼルス校）で好き放題をしている不良学生（ジョンとダン）を告発する記事を大学新聞に発表したが、それを逆恨みした二人に報復を受けていた。たまたまそこを通りかかったシャールは、行きがかりでジョン・ダンを叩きのめし、ジェラールを助けてしまう。これがきっかけでジェラールを気に入ったシャールは、彼を自宅に住まわせることに決めたのだが、正義感あふれるジェラールの影響を受け、ひねくれ者だったシャールの内面に変化が起き始める。
第2話「アラビアより愛をこめて」（同1981年5月号から9月号）
アラビア半島の某国から、シャールの従姉妹という美女ナーディアがロサンゼルスにやって来た。何でも、彼女の一族は一生に一度、アメリカに行くことになっているのだと言う。彼女の一族に伝わる叙事詩が宝の在処を示す暗号だということに気づいたシャールは、仲間たちとともにデスバレーへと向かう。叙事詩の示唆を受けて見つけ出した物は、少なからぬ量の金の鉱脈だった。
第3話「夜ごとの魔女」（同1981年10月号から1982年3月号）
ナーディアと入れ替わるようにしてアラビアからやって来たのは、謎の美青年セレムだった。セレムはかつてシャールの家庭教師をしていたらしいが、二人の間には今も何かのわだかまりがあるらしい。セレムと執事の話を盗み聞きしたシャールは、そのまま夜のロサンゼルスの街に消え、翌朝になっても戻らなかった。以前からシャールに目を付けていた少女が、自分の遊び相手にするため、シャールを誘拐してしまったのだ。
第4話「略奪された一人の花嫁」（同1982年7月号から10月号）
夏休み、シャールは日本人の翼を伴って東京見物に向かった。懐かしい町並みに大喜びの翼。彼女はシャールを連れて自分の小学校を訪れる。「そういえば昔、桜の木の下で人間の歯のようなものを見つけた」という翼の思い出話に興味を惹かれたシャールは、早速問題の木の下を掘ってみる。出てきたのは本物の人間の白骨死体だった。翼の幼なじみの小夜子は、何か知っているようなのだが……。
第5話「鷹は舞い降りた」（同1982年11月号から1983年3月号）
すっかりロサンゼルスのシャールの家にも馴染んだセレム。しかし、いつしか彼はそんな毎日に息苦しさを感じるようになっていた。祖国に帰ってみれば気分転換になるかもしれないと思い立ったセレムだったが、何とその帰国の飛行機がアラビア半島上空で故障し、砂漠に不時着してしまう。この一報を聞いたシャールはジェラールとともに祖国に向かう。ところがセレムは何故かシャールから逃げ回り、会おうとしない。
第6話「親父が出てきた日」（同1983年4月号から9月号）
世界を飛び回るジャーナリストであるジェラールの父親が、ロサンゼルスに現れた。一方、シャールは街で映画監督にスカウトされ、オーディションを受けることになる。更に、シャールの父親までもが政務の一環として訪米することになり、ロサンゼルスへと到着した。しかもジェラールの父親の狙いは、シャールの出自を暴くことらしい。苦悩するジェラールだったが……。
第7話「この家の鍵貸します」（同1983年11月号から12月号）
ジョンの友人、ルシフィンがシャールの家に泊まり込むことになったが、シャールはどうもルシフィンとウマが合わない。やがて二人のいざこざは思わぬ所に飛び火してしまう。
第8話「翼よあれが郷里（ロス）の灯だ」（同1984年1月号から7月号）
ついにシャールの出自がマスコミの手で世間に明かされ、シャールは一躍時の人となってしまった。ところが、これを好機と見たテロリストたちがシャールを誘拐し、政治的要求を突きつけて来たのである。残された猶予時間はわずか。時間内にシャールを救出出来なければ、政変が勃発してしまう。必死にシャールの居所を探すセレムたちだったが、漸く突き止めたその場所は、迂闊には手出し出来ない曰く付きの場所であった。そこで飛び出したジェラールの秘策とは？

## 登場人物

### 主要人物
シャール・イダニス・モルラロール
本名はシャール・イブン・サウド・アル=ジャザイリー。1965年2月14日生まれ（第1話の時点では15歳）、血液型はAB型、身長183センチ強。アラビア半島の架空の小国「ジャザイリー首長国」出身。金髪金眼。民族としては「スルーピー」。アラブ世界のロマに相当する人々であるという。一般的なアラビア系とは全く異なるのはこのため、長身の美少年。頭脳明晰、スポーツ万能であるが、複雑な生い立ちがトラウマとなっている。
生物学専攻の大学生。4年飛び級しており、指導教官からは博士号取得も可能である優秀な学生と評価されている。当初の専攻は細菌学であったが、父の跡を継いでジャザイリー首長国王位の継承を決めてからは政治学に専攻を変更した。
愛車はフォルクスワーゲン社の初代ビートルであるが、第1話で最初に自家用車として使用していたのは同じくフォルクスワーゲン社の初代ゴルフ・カブリオレであった。
大学では演劇部に所属しており、何度も女役をこなしている。この経験を生かし、後に映画『フィリシア』で主演女優となる。
打撃系格闘技の心得があるらしく、ダンとジョンに初めて会った時にはダンをハイキック1発で、ジョンをパンチのコンビネーションでノックアウトしている。また第8話ではテロリストの一人を手刀で気絶させている。
医学に関してもかなりの心得があり、第1話でジェラールの切り傷を普通の縫い針で縫合している。またナーディアによると、幼少期から応急処置や護身術を教わり、簡単な手術に立ち会った事もあるらしく、「看護師くらいの腕前ね」と評している。第2話では脱水症状を起こした翼に対し、注射等の手当ても行った。但し、最終的に脱水と気付いたのはナーディアである。後に、医学知識や護身術を身に付けたのは「自分の身に何が起きるか分からない環境だったから」と本音なのか冗談なのか判断しかねる発言をしているが、周囲にシリアス・イメージが漂ったため、直後に慌てて「お医者さんごっこが好きだったから」とごまかしている。
サバイバル技術も会得しており、第3話ではあり合わせのものを用いてカリフォルニアの砂漠地帯のまっただ中で数日間生き延びてみせた。
父の政治生命と引き換えに誘拐されて後、これまでのことも踏まえて政治に興味がわき「シャールくんの友達なら国民の誰もが大歓迎してくれる国にするため、とーちゃんを手伝う」とセレムに宣言した。
シャール・イダニス・モルラロールという名前は、C・L・ムーアの「ノースウェスト・スミスシリーズ」の登場人物ヤロールがつぶやく祈りの言葉「シャール・イダニス、シャール・モルラロール」から来ている。
ジェラール・レネ=レイノルズ
フランスから来た留学生。ジャーナリスト志望。英語が苦手で、普段は「ジェラール・レネ」で通している。愛称は「ジェル」。ひょんなことからシャールの家の居候になる。正義感あふれる人物であり、人を見極める眼力も鋭い。但し、その生真面目さゆえ理不尽なことを書いた記事を見て突然激昂したり、納豆をかき回した箸を振り回したりして周囲の顰蹙を買うことも多々ある。シャールとは性格も年齢も価値観も育った環境も大きく違うが、同居者として生活を共にするうちにかけがえのない親友となっていく。1960年12月22日生まれ、B型、180センチ。
セレム・ジン=スフィル
本名はザイード・ハーディー・アリー・アフマッド。名前のように見える“セレム――”は実はあだ名。遊牧民の族長の息子だが、子供の頃に里子に出されて町で育つ。黒い長髪の美青年で、高い語学力を持つ。当初は自身に反発したバージニアとつき合うようになる。1960年12月25日生まれ、AB型、185センチ。神秘的な発言が多く、一見穏やかで達観した賢者のような人物であるが、タバコはもちろんのこと、酒も大麻もやっている、シャールよりずっとワルな一面もある。
バトラー
本名はチャールズ・マクドナルド。女優時代以来シェリル・ドレイクの身の回りの世話をしていたが、シェリルの死後はシャールに仕えている。シェリルを想い続けており、公には妻と死別したことにしているが（イスラム世界ではそうした方が都合がいいため）、実際は未婚で独身を貫いている。1929年生まれ、A型。通称はモルラロール邸のバトラーであることから。謹厳実直で真面目な性格に見えるが、シャールやジェルをからかう等剽軽な面もある。
川原翼
東京出身。父親のニューヨーク転勤に伴って渡米するが、英会話が苦手で家族以外とは意思疎通が出来ないことに悩んで家の金を持ち出し家出。ロサンゼルスまでたどり着いたまではよかったが、有り金全額をスリ取られてホームレス＋人間不信状態だったところを、シャールに拾われて住み込みで働くことになる。物語の最後にはシャールと相思相愛の仲になった。1965年11月28日生まれ、身長約160センチ。

### シャールの親族
サウド・ナフェル
本名はサウド・アル=ジャザイリー。国名不詳の首長国連邦の中の最有力首長国であるジャザイリー首長国の石油鉱物資源相。シャールの父親。改革派の政治家で、王位継承権第一位の王族。イギリス出身の女優、シェリル・ドレイクとの間に生まれた一人息子がシャールである。1940年生まれ、AB型らしい。第8話の手紙を読む場面でのシャールの独白によれば41歳であり、エピローグ部分にあるように1981年12月21日でジャザイリー首長国の元首となった。
ナーディア
シャールの親戚で、やはり有力者の家の娘。踊りの名手。
シェリル・ドレイク
イギリス出身の女優。夫には死後も「シェレル」と呼ばれている。美貌と実力を兼ね備えており、名女優と言われていたが、大恋愛の末に女優業を引退して結婚。やがてシャールを産むが、若くして病没。その死病を知った夫が国と一族を捨てようとしたのを知り自身の死後にサウドが孤独になると反対し、彼に政治改革を決意させることになる。

### シャールの友人たち
ジョン
第1話でジェラールと対決した不良学生の一人。映画『ブルース・ブラザース』のジョン・ベルーシに似ていることから「ジョン」と呼ばれる。その後、シャールたちと親しくつきあうようになる。黒人系。1960年生まれ、O型。
ダン
同じくダン・エイクロイドに似ていることから「ダン」と呼ばれる。ユダヤ系で父親はシャールの通う大学の学長。自動車いじりが趣味で、第1話で警察署に突っ込んでボンネットやフェンダーが曲がったシャールの愛車（フォルクスワーゲン社の初代ビートル）を修理した。1960年生まれ、B型。
ルシフィン・デュ・サゼ
『みき&ユーティ』では北海道の私立高校に在学していたが、本作当時はサンフランシスコ在住。第2話、7話、8話に登場。当初はシャールといがみあっていたが、7話で和解する。詳細はみき&ユーティを参照のこと。明太子が好き。
アリス
ファロー財閥会長の娘。第3話でシャールを誘拐したが、その後シャールの友人となる。

### その他
デヴィッド・レイノルズ
ニューヨークにある「デイリー・ニューズ」紙の記者。フランス人の妻との間にもうけた息子がジェラールである。1938年生まれ、O型。
ランドルフ・シンプソン
シャールと同じ大学に通う俳優志望の学生。映画『フィリシア』の主役の座をオーディションでシャールと争うも石油相の息子らしいと仄めかして主役を欲したため、後にシャールが本物の石油相の息子だと知り、知らなかったとはいえ騙ったりしたことを謝罪した。実は生まれも育ちも生粋のアメリカ人であり、ベトナム戦争に行くことを父親が拒んだことで反逆罪で国籍剥奪に処され、息子の自身も同様に処された。参戦しなかったことが誇りだった父親を尊敬していたのでその父親が死ぬまで国籍を申請しなかった。
バージニア・ヒューズ
イギリスからの留学生。人種差別主義者であったが、シャールたちと知り合ったことで主義を改める。後にセレムにエスコートされてダンスパーティーに出席。
ライアン・ヘミングス
映画監督。シェリル・ドレイクに惚れ込んでおり、彼女と瓜二つのシャールを街でスカウトした。
マダム・ヴァイオレット
元女優で現在は大富豪の夫人。シャールにちょっかいを出してカビの生えたチーズを丸呑みする羽目になる。

## 執筆の経緯
『エイリアン通り総集編第1集』に掲載された著者のインタビューによると、本作はもともと舞台をイギリスに設定するつもりであったが、「多国籍まんがになりそうだった」「アメリカの方が話が沢山思いつきそうだった」という理由で、舞台はアメリカに変更されたという。ロサンゼルスという街については、アメリカを舞台にするのならロサンゼルスだと最初から思っていたと語っている。
構想は『あいつ』執筆時にはかなり固まっており、その時点で3話までの話は出来上がっていたとのこと。キャラクターとして最初に出来たのは客演のルシフィンを除けばセレムであるが、セレムは本来、『天の神話 地の神話』に出す予定のキャラクターであり、本作の為に創造されたキャラクターという意味ではシャールが最初であったという（次いで翼、ジェラール、バトラーの順）。シャールの外見はC・L・ムーアの「ノースウェスト・スミス」シリーズに登場するヤロールというキャラクターが元になっていると著者は回想している。なお、主要キャラクターに設定されている誕生日は、実際に成田がそのキャラクターの設定を固めた日付とのこと。
また連載開始前に、1日に4本ないし5本の映画を見てアイデアを練るという時期があったことが、本作のサブタイトル等に影響しているという。例えば第2話のヒントになったのは、グレゴリー・ペックが出演した『マッケンナの黄金』であるとされる。
なお、各話サブタイトルのネタ元となる映画は以下のとおり。
第1話『真夜中のカーボーイ』（1969・米）
第2話『007 ロシアより愛をこめて』(1963・英)
第3話『夜ごとの美女』（1952・仏）
第4話『掠奪された七人の花嫁』（1954・米）
第5話『鷲は舞い降りた』（1976・英）
第6話『魚が出てきた日』(1967・英)
第7話『アパートの鍵貸します』(1960・米)
第8話『翼よ! あれが巴里の灯だ』（1957・米）

## 他作品との関係
成田は単行本8巻において、自らの作品は全て同一の世界における物語であることを明かしている。実際、『CIPHER』から『ALEXANDRITE』、『NATURAL』から『花よりも花の如く』といったスピンオフ作品が生まれているが、『エイリアン通り』に登場したキャラクターについては、1984年のシリーズ完結時点では別作品に出す予定は無いとしており、これまでの所、主要キャラクターが別作品に登場した例は無い。
一方、それ以外のキャラクターについては、前述のルシフィンが『みき&ユーティ』以来の登場となった他、第6話では次作の主人公であるサイファ（ロイ・ラング）が1コマだけ登場している。また作中に姿を現わしてはいないが、第4話でシャールにマンションを貸し、日本語を教えたのは『みき＆ユーティ』の山崎という設定である。

## テレビコマーシャルにおけるアニメ化
本作品は1985年に、住友生命のテレビコマーシャルに使用された。このコマーシャルは成田自身が設定画を作成し、更に原画及び原画彩色まで手がけたものであった。背景はニューヨークのマンハッタン島で（ブルックリン橋が描かれている）、最初のシーンは防波堤の上に黒のジーンズに白のトレーナー、赤い上着と帽子、ハイカットの生成り色のコンバース・オールスターという出で立ちで座り、やがて立ち上がって帽子を投げるシャールで、次に黒の燕尾服とマントを着たシャールがバラの花を背負って現れる。設定画は『エイリアン通り総集編第2集』に収録されている。

## 書籍情報
- 成田美名子 『エイリアン通り』 白泉社〈花とゆめCOMICS〉、全8巻
  1. 1981年5月25日発売、ISBN 4-592-11301-2
  2. 1981年10月25日発売、ISBN 4-592-11302-0
  3. 1982年5月25日発売、ISBN 4-592-11303-9
  4. 1982年12月22日発売、ISBN 4-592-11304-7
  5. 1983年4月25日発売、ISBN 4-592-11305-5
  6. 1983年10月24日発売、ISBN 4-592-11306-3
  7. 1984年5月24日発売、ISBN 4-592-11307-1
  8. 1984年10月24日発売、ISBN 4-592-11308-X

### 文庫
- 成田美名子 『エイリアン通り』 白泉社〈白泉社文庫〉、全4巻
  1. 1995年12月19日発売、ISBN 4-592-88191-5
  2. 1995年12月19日発売、ISBN 4-592-88192-3
  3. 1995年12月19日発売、ISBN 4-592-88193-1
  4. 1995年12月19日発売、ISBN 4-592-88194-X